# Литовський Марк Зіновійович
Лито́вський Марк Зіновійович (справжнє ім'я — Литовський Маркс Зіновійович; народився 17 серпня 1940, Черкаси) — міський голова міста Черкас у 1992–1994 роках.

## Біографія
Народився 1940 року в Черкасах, батьки — уродженці Черкаської області. Має вищу освіту.
Протягом п'яти років був завідувачем Черкаського міськкомунгоспу. З 1975 до 1992 року — директор Черкаського авторемонтного заводу.
Після відставки Володимира Соколовського за станом здоров'я, 3 листопада 1992 року 108 голосами депутатів Черкаської міської ради Литовський був обраний головою міськради та міськвиконкому. Його правління в місті ознаменувалося масштабною приватизацією майнових комплексів, підприємств, магазинів, закладів громадського харчування, зростанням бізнесу та злочинності. Литовський відзначився як гарний господарник, який не любив брати участь у мітингах та не був сильним у політичних іграх.
На виборах міського голови 1994 року Литовський користувався підтримкою управлінського апарату, позиціонував себе як захисник знедолених та мав негласну підтримку комуністів і соціалістів. У першому турі 26 червня Литовський посів перше місце серед п'ятьох кандидатів, проте 10 липня 1994 році у другому турі він програв своєму заступнику Володимиру Олійнику (26,8% проти 33,9%). 11 липня Марк Литовський подав заяву про фальсифікації, але комісія залишила її без розгляду. 12 липня Володимир Олійник здійснив спробу захопити кабінет міського голови, внаслідок чого між ним та Марксом Литовським виникла бійка. Того ж дня міська виборча комісія офіційно визнала Олійника міським головою, а спроба провести перевірку бюлетенів призвела до сутички за участі представників міліції, спецпідрозділу «Беркут» та одного з кримінальних угрупувань. Після виборів з липня до лютого 1995 року Литовський безрезультатно оскаржував результати виборів у судах: міська виборча комісія та сам Олійник ігнорували рішення судів та протести прокуратури. 1995 року питання навіть розглядала Верховна Рада, проте не прийняла ніякого рішення.
Після поразки на виборах працював начальником Управління майна області Черкаської ОДА.
Емігрував до Сполучених Штатів Америки, певний час працював менеджером станції технічного обслуговування, після чого вийшов на пенсію. Станом на 2008 рік проживав у Лос-Анджелесі, пізніше переїхав до міста Санта-Моніка.